# Манастир Козји Дол
Манастир Козји Дол је је смештен у близини села Доњи Козји Дол, код Трговишта. Манастир je Српске православне цркве и припада епархији врањској.

## Историја
Велики број очуваних цркава и манастира, као и мноштво црквишта и манастиришта, сведочи о богатој духовној традицији Врања и његове околине. Верује се да је у овим крајевима, у народу познатом као Врањска Света Гора или Врањогорје, током средњег века живело и до хиљаду и две стотине монаха, молитвом освештавши читаво тло, ова непрегледна војска Христова свој монашки подвиг оставила је будућим временима као трајно завештање и надахнуће, док су непроходне врањске горе и врлети тако постале прави духовни расадник.
Манастирски храм саграђен је на темељима старе, средњовековне цркве Дејановићи 14. века, за време Дејановићиа.
До Козјег Дола се стиже после три километра идући ка граници са Северном Македонијом. Манастирска црква, порта и конак, припијени су уз једно брдо и гледају ка истоку, тако да су пре подне осунчани излазећим сунцем, a у поподневним сатима су у дебелој хладовини коју стварају околна брда.